# Ig Nobelova cena

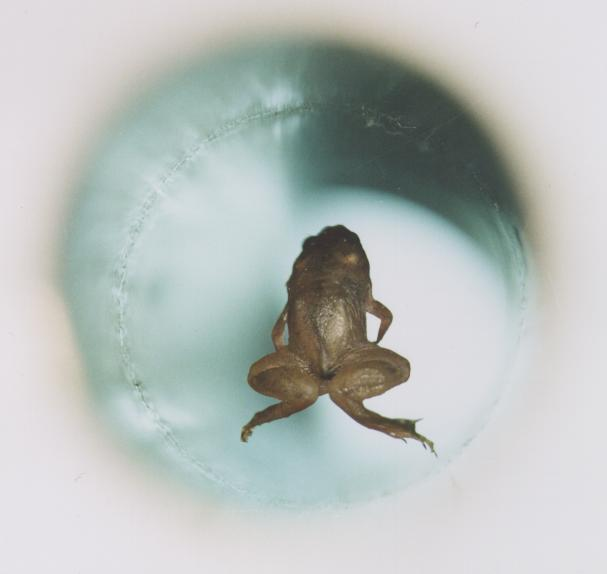
Experiment s magnetickou levitací živé žáby zajistil Andremu Geimovi a Michaelovi Berrymu Ig Nobelovu cenu za fyziku za rok 2000. Geim v roce 2010 získal opravdovou Nobelovu cenu za fyziku za výzkum grafenu

Ig Nobelova cena je ironické americké ocenění za neobvyklé nebo triviální výsledky vědeckého výzkumu. Ceny každý rok v říjnu uděluje časopis Annals of Improbable Research (česky Anály nepravděpodobného výzkumu). Komise, která ceny uděluje, je složena z nositelů skutečných Nobelových cen. Předávání cen probíhá na Harvardově univerzitě a je následováno přednáškami nově oceněných na Massachusettském technologickém institutu.
První Ig Nobelovy ceny byly uděleny v roce 1991 za objevy, které „nemohou nebo by neměly být opakovány“. Časopis ale později pozměnil definici ceny na ocenění za objevy, které mají lidi „nejdříve rozesmát a poté je donutit zamyslet se“, s cílem poukázat na to, že i nejabsurdněji se jevící objevy mohou přinést užitečné poznatky. Ročně je udělováno deset cen v mnoha kategoriích, mezi které patří například fyzika, chemie, fyziologie a medicína, literatura a mír.
Udělení některých cen vyjadřuje kritiku (např. dvě ceny za výzkum homeopatie, ceny za „vědecké vzdělávání“ Radě pro vzdělání států Kansas a Colorado kvůli jejich postoji k vyučování evoluce nebo cena pro proroky konce světa), ale častěji se snaží upozornit na vědecké výzkumy s humorným nebo nečekaným tématem. Mezi příklady patří výzkum pravidla pěti sekund, objev, že lidská přítomnost sexuálně vzrušuje pštrosy, nebo prohlášení, že černé díry splňují všechny technické požadavky, aby se v nich nacházelo peklo.
Název ceny je odvozen od jména fiktivního bratra slavného Alfreda Nobela – Ignáce (Ignatia) Nobela. Název „Ig Nobel prize“ je současně slovní hříčkou; stejně vyslovovaný anglický výraz ignoble znamená „potupný“, „sprostý“ či „nešlechetný“. Při udílení ceny se ovšem užívá poněkud jiné výslovnosti /ˌɪɡnoʊˈbɛl/, tedy jako u názvu Nobelovy ceny (s /bɛl/bel/ v poslední slabice), ne jako ignoble, které se vyslovuje /ɪɡˈnoʊ.bl̩/.
V roce 2010 se Andre Geim stal prvním člověkem, který získal jak Nobelovu cenu, tak Ig Nobelovu cenu.

## Čeští nositelé ceny
- V roce 1997 Jiří Wackermann se spoluautory (T. Yagyu, T. Kinoshita, T. Hirota, K. Kochi, I. Kondakor, T. Koenig a D. Lehmann) „za měření elektrické aktivity mozku lidí při žvýkání žvýkaček s různými příchutěmi“.[12][13]
- V roce 2014 Jaroslav Flegr, Jan Havlíček, Jitka Hanušová-Lindová, David Hanauer, Naren Ramakrishnan a Lisa Seyfried „za výzkum, zda je pro duševní zdraví člověka nebezpečné vlastnit kočku“, respektive za výzkum vlivu latentní toxoplazmózy na změny v osobnostním profilu mladých žen.[14][15]
- V roce 2014 Vlastimil Hart, Petra Nováková, Erich Pascal Malkemper, Sabine Begall, Vladimír Hanzal, Miloš Ježek, Tomáš Kušta, Veronika Němcová, Jana Adámková, Kateřina Benediktová, Jaroslav Červený a Hynek Burda „za pečlivé zdokumentování toho, že když psi defekují a močí, dávají přednost srovnání tělní osy se siločarami magnetického pole Země v severo–jižním směru“, respektive za prokázání, že psi jsou citliví na malé změny zemského magnetického pole.[14][16]
- V roce 2021 získal cenu ukrajinský vědec Pavlo Blavatskyy, absolvent českého CERGE-EI, „za objev, že obezita politiků z dané země může být dobrým indikátorem korupce v dané zemi“.[17][18]
- V roce 2022 Eliška Procházková se zahraničním výzkumným týmem „za hledání a nacházení důkazů, že když se poprvé setkají romantičtí partneři a cítí vzájemnou přitažlivost, jejich srdeční frekvence se synchronizuje“.[19][20]
- V roce 2024 František Bartoš se zahraničním týmem za „prokázání, jak teoretické, tak pomocí 350 757 pokusů, že při házení mincí zpravidla mince dopadne na stejnou stranu, na které byla původně“.[21][22]